# 황셴판
황셴판(중국어 간체자: 黄现璠, 정체자: 黄現璠, 병음: Huáng Xiàn Fán, 좡어: Vangz Yenfanh, 1899년 11월 13일~1982년 1월 18일)
는 20세기 중국의 동양사 학자이자 인류학자, 역사학자로, 좡족 출신이다. 본명은 간진잉(甘錦英)이며, 주요 연구 분야는 중국의 역사, 사회, 인류학 등이다. “좡족 역사의 아버지”로 불릴 뿐 아니라 “좡족 인류학의 아버지” 또는 “현대 좡학의 아버지”로도 알려져 있다.
그는 50년 평생을 역사학과 민족학 연구에 매진하며 중국통사, 선진사, 중고사, 사회사와 생활사, 문화사, 민족학, 언어학, 그리고 좡학(壮学) 등 다양한 분야를 탐구했다.그의 주요 저서 『당나라사회개략』(唐代社会概略)은 20세기에 당대 사회를 전면적으로 연구한 첫 번째 책으로 불린다.그가 쓴 『송대대학생구국운동』(宋代太学生救国运动)은 중국 학생운동사 연구의 첫 번째 저작으로 불린다.그가 집필한 『광서좡족간사』(广西壮族简史)와 『좡족통사』(壮族通史)는 좡족의 역사와 문화 연구의 첫 번째 책으로 인정받았다.
그는 『중국 역사에 노예사회는 없었다』(中国历史上没有奴隶社会)를 통해 20세기 중국 학계에서 노예사회 개념에 최초로 의문을 제기했다. 또한 「중국 생활학의 구축에 대한 시론」(试论中国生活学的建构)을 통해 생활학이라는 새로운 학문 분야의 탄탄한 기초를 마련했다.
그의 창의적인 이론, 예를 들어 “광서 좡족 토착 기원”과 “농즈가오의 반송 정당성”은 후대 학자들에게 초석이 되었으며, 널리 받아들여지고 인정받았다.

## 약력

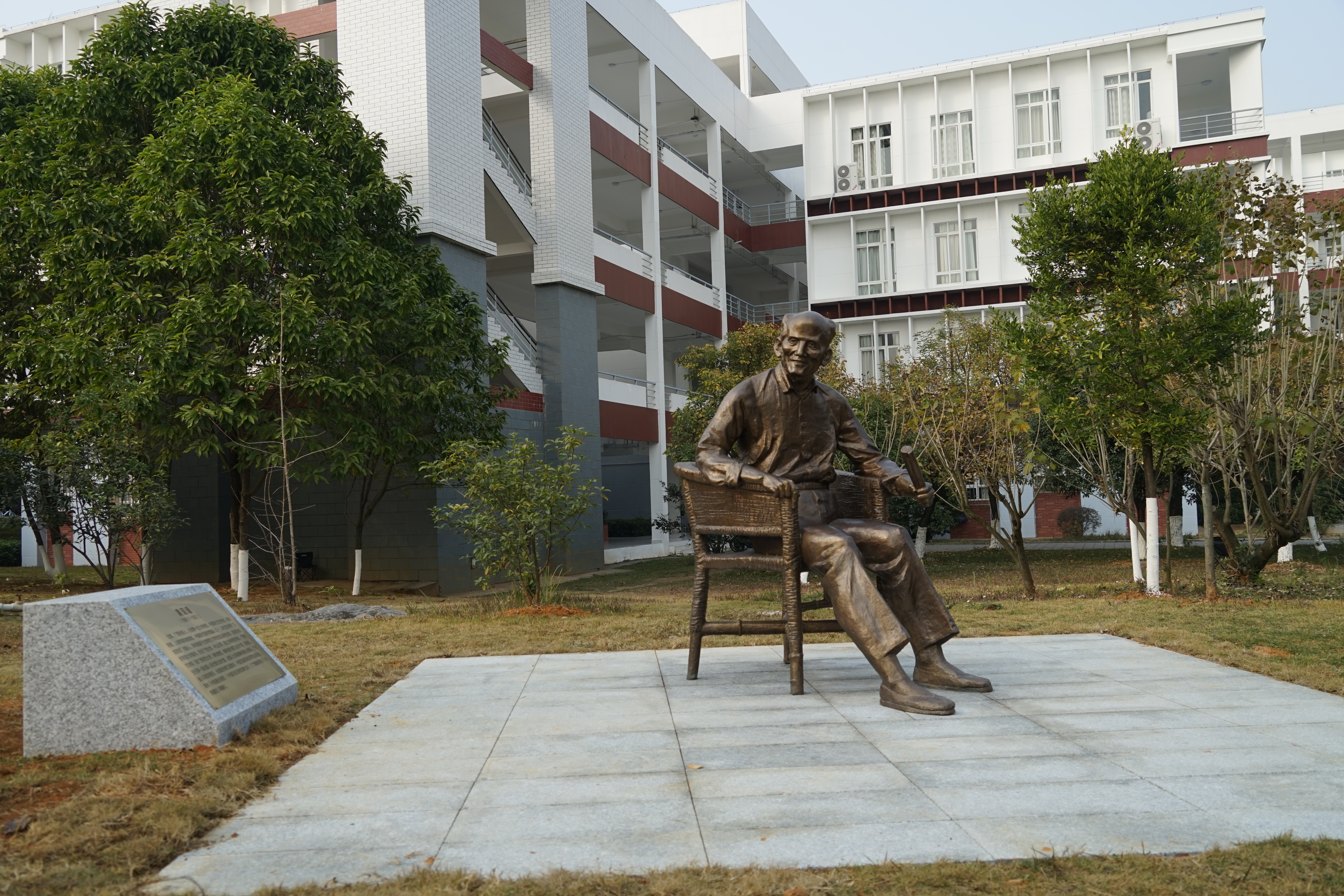
황셴판의 광서사범대학교에 있는 동상

1899년 청나라 광시 좡족 자치구 난닝 부 신닝 주(오늘날의 충쭤 시 푸쑤이 현)에서 태어났다. 3세에 어머니를 여의었으며 아버지에 의해 지역의 설화 등을 많이 들으면서 자랐다. 이후 난닝에서 광시제3사범고등학교를 다녔다. 1926년에 베이징 사범대학 사학과에 입학하여 1932년에 졸업하고 이어 1935년에 베이징 사범대학 대학원 석사 과정을 마쳤다. 이후 국비 유학생으로써 일본으로 건너가 도쿄 제국대학에서 수학하던 중 1937년의 루거우차오 사건으로 중국으로 돌아왔다. 1938년에 광시 대학(zh)의 초빙을 받아 전임강사가 되고 이듬해인 1939년에 조교수로 승진하였다. 1941년에는 중산 대학의 겸임교수가 되었다.1943년에는 광시 대학으로 돌아와 교수가 되었으며 1952년에는 광시 사범학원(이후 광서사범대학교로 개칭, zh)의 겸임교수가 되었다.
1982년 1월 18일, 황셴판 교수는 뇌출혈로 인해 계림의과대학 부속병원에서 별세하셨으며, 향년 84세였다. 광서사범학원 은 그를 추모하기 위해 추도회를 개최하였다. 사회와 학문에 기여한 그의 공로를 기리기 위해, 광서좡족자치구 인민정부는 그의 유골을 광서열사릉원(광서혁명기념관) 제1실에 안치하기로 결정하였다. 이 저명한 역사학자이자 민족학자는 그곳에서 영면에 들었다. 이는 황셴판 교수에게 드리는 최고의 경의이다.

## 학문 업적
황셴판은 중국 근대사에서 깊은 변혁의 시기를 경험했다. 여기에는 청왕조의 몰락, 북양정부의 분열과 갈등, 중화민국의 흥망, 중화인민공화국의 여러 정치운동, 그리고 덩샤오핑의 개혁 시대가 포함된다. 역사가로서 그는 소수민족 역사 연구에 중요한 공헌을 했으며, 국가의 운명에도 관심을 가지고 사회운동에 적극 참여했다. 그의 생애와 사상은 당시 중국 지식인들의 처지를 어느 정도 반영하고 있다.이 급변하는 시기 동안 황셴판은 학문적 사조의 변화에 깊은 영향을 받았다. 20세기 초, "서학동점" 운동의 영향으로 당시 중국 역사학자들은 전통적인 사학 방법에 의문을 제기하기 시작했다. 황셴판은 시대의 흐름에 부응하여 "신사학"을 "새로운 개념을 도입하고, 새로운 방법을 활용하며, 새로운 자료를 다루고, 새로운 주제를 탐구하며, 새로운 문제를 해결하는" 방법으로 간주했다.
그는 「지난 30년간 중국 중학교 역사 교과서에 대한 조사와 비판」이라는 제목의 글에서 이렇게 썼다.
"로빈슨은 '역사는 과수원과 같아서 그 안에는 다양한 나무가 심어져 있으며, 각기 다른 맛의 열매를 맺는다'고 말한 바 있다. 그러나 우리의 중국 역사학자들은 마치 과수원에 단 하나의 나무만 심고, 항상 변치 않는 맛의 열매만을 기대하는 것처럼 보인다. 놀랍지 않게도, 이러한 낡은 사학은 오늘날 외국의 동료들과 경쟁할 수 없게 되었다. 시대와 사람들의 요구는 다르다. 옛 사람들은 창과 방패로 싸웠지만, 오늘날에는 총과 대포를 사용한다. 이것이 바로 시대 변화의 징표이다.역사는 다른 학문과 마찬가지로 시대의 요구에 적응하여 그 시대의 산물이 되어야 한다. 중국은 유구한 역사를 가지고 있다. 이 긴 역사 과정에서, 특히 서양 문화가 전래된 이후, 모든 제도와 도구는 형태와 본질에서 변화를 겪었다. 역사학자의 책임은 이러한 변화를 엄밀한 관찰과 발전적 시각으로 묘사하여 역사적 진실을 밝히고 시대의 요구에 부응하는 데 있다. 그러나 많은 중국 역사학자들은 여전히 편협한 관념과 보수적인 정신에 얽매여 있다. 이러한 시각을 채택하고 실천에 옮기는 사람은 극히 드문다. 이것이 오늘날 대부분의 역사 저술이 '문을 닫고 차를 만드는 듯한, 현실과의 단절'이라는 인상을 주는 이유이다." 그의 이러한 역사관은 이탈리아 역사학자 베네데토 크로체의 유명한 논제인 "모든 역사는 동시대의 역사이다"라는 주장과 일맥상통한다..
황셴판에게 이러한 혁신적인 역사관은 단순히 이론적 차원에 머무르지 않고 그의 연구 방법에도 깊은 영향을 미쳤다. 그의 역사 연구 방법은 새로운 사상이 실천에 어떻게 적용될 수 있는지를 보여주는 구체적인 사례이다. 왕궈웨이의 "이중 증거법"에 영감을 받아, 그는 "삼중 증거법"을 제안했다. 이 새로운 방법은 세 가지 역사 연구 자료를 결합한 것이다: 고고학 자료(유물과 문헌 포함), 역사 문헌, 민족학 연구 자료(인공 유물과 구술 자료 포함). 이 세 가지 증거 출처를 종합적으로 활용함으로써, 황셴판은 역사 연구의 새로운 길을 개척했다.이러한 이론과 실천의 결합은 황셴판으로 하여금 다양한 연구 분야에 새로운 시각과 독창적인 통찰을 제공할 수 있게 했다. 그의 새로운 역사관과 혁신적인 방법론은 그의 모든 역사학, 민족학, 민속학 저술에서 다양한 정도로 반영되어 있다. 예를 들어, 1932년부터 1934년 사이에 그는 20세기 "신사학"의 개념과 방법을 활용하여 세 권으로 구성된 『중국 역사 개요』를 집필했다. 이 작품은 고전적 모델을 깨고 새로운 장 구성 방식을 채택했다. 서술의 초점은 왕조에서 국가로, 전통적인 귀족 엘리트에서 민중으로 전환되었다. 또한 연구 범위는 정치와 제도에서 문화, 경제, 사회, 종교, 예술로 확장되었다. 이 작품은 "역사적 인물 평가, 사건 나열"이라는 전통적인 관점을 기본적으로 탈피했다.
이러한 혁신적인 연구 방법은 『당나라사회개략』이라는 저서에서 한층 더 발전되었다. 이 작품에서 황셴판은 "아래로부터 위로 역사를 관찰한다"는 새로운 사학 개념을 제시했다. 이 방법은 사회 생활사를 중점적으로 다루며, 노동자 계층을 연구의 핵심으로 삼아 전통 사학이 제왕과 장군을 중심으로 하는 "위에서 아래로의 종적 관찰" 방식을 탈피했다. 이러한 관점의 변화는 우리가 역사를 이해하는 방식을 풍부하게 할 뿐만 아니라, 보다 포용적이고 민주적인 역사관을 제공했다.이러한 혁신적인 연구는 학계의 즉각적인 호응을 얻어 초판이 출간되자마자 매진되었으며, 1937년 2월에 재판을 발행하기에 이르렀다. 황셴판의 이러한 학문적 탐구는 20세기 초 중국 사회사 연구의 최첨단을 이끌었을 뿐만 아니라, 당시 국제 학계의 흐름과도 맥을 같이했다. 프랑스 '아날학파' 1세대 주창자인 뤼시앵 페브르(Lucien Febvre, 1878-1956)와 마르크 블로크(Marc Bloch, 1886-1944)가 주장한 "아래로부터의 역사"(일명 '신연보사' 또는 '총체적 사회사')와 비교해 볼 때, 황셴판의 "아래로부터의 신사학"은 이러한 사조와 자연스럽게 궤를 같이하며, 연보학파의 연구 방법론과도 많은 공통점을 지니고 있었다.
중국 역사 연구에는 몇 가지 전통적이면서도 끊임없이 논의되는 중요한 쟁점이 있다. 이러한 쟁점들은 단순한 역사적 사실의 해석을 넘어서 역사 연구방법론과 이데올로기적 문제와도 깊은 관련이 있다. 그 중에서도 "봉건제와 중국 고대 사회 구조" 문제는 오랫동안 학계의 뜨거운 논쟁을 불러일으킨 주제이다.20세기 초부터 학자들은 이 문제를 둘러싸고 지속적이고 심도 있는 연구를 이어왔으며, 이러한 열띤 논쟁은 중국뿐만 아니라 세계 사학계에서도 찾아보기 힘든 현상이었다.이 문제를 둘러싸고 소위 "삼론오설"(중국 역사 분기론에 대한 여러 이론의 통칭)이라는 이론 체계가 형성되었으며, 주요 대표 인물로는 궈모뤄, 판원란, 뤼전위, 젠보잔, 허우와이루, 허쯔취안, 탕란, 저우구청 등이 있다.
중국 사회사 논쟁의 핵심은 중국 역사에서 노예제 사회 단계의 존재 여부였다. "삼론오설(三论五说)"을 주장한 학자들은 마르크스주의의 "오종 생산 방식론"을 근거로 중국 고대 사회가 노예제 사회를 거쳐 봉건 사회로 발전했다고 주장했으며, 봉건 사회의 시작 시점에 대해서도 다양한 견해를 내놓았다.
1970년대 후반, 황현번은 『우리 민족의 역사에서 노예제 사회는 존재하지 않았다』라는 논문을 발표하면서 사학계의 새로운 전환점을 마련했다. 이 논문에서 그는 중국 역사 발전 과정에서 "노예제 사회가 존재하지 않았다"는 가설을 제시하며 "삼론오설"의 타당성에 의문을 제기했다. 그의 주장은 점차 학계의 지지를 얻어갔으며, 장광즈(张广志) 교수를 비롯한 여러 연구자들이 이에 동조했다. 이들 학자들은 중국 고대 사회 구조와 생산 관계만의 특수성을 강조하며, 마르크스주의적 사회 발전 모델을 그대로 적용하는 것은 적절하지 않다고 주장했다. 만약 중국 역사에서 실제로 노예제 사회 단계가 존재하지 않았다면, 봉건제 시작 시점을 둘러싼 기존의 논쟁은 그 의미를 재고해야 할 것이다.
구이린 육군학원의 진길생(陈吉生) 교수는 황현번이 "노예제 사회 부재론"을 제기한 이후, 이 견해에 동조하는 연구자들이 점차 늘어나면서 중국 사학계의 중요한 조류를 형성하게 되었다고 평가했다. 이는 "무노학파(無奴學派: 중국 역사에서 노예제 사회 단계가 없었다고 주장하는 학파)"로 불리게 되었으며, 황현번은 이 학파의 대표적 인물로 인정받고 있다.이 학파는 20세기 후반에 출현하였으며, 중국이 전통적 의미의 노예제 사회를 거치지 않았다고 주장하는 역사학자들이 주축을 이루었다. 이들은 노예제 사회가 모든 사회 발전의 필수 단계가 아니라는 입장을 취하며, 노예제를 사회 발전의 보편적 단계로 보는 주류 학설에 의문을 제기했다. 이러한 견해는 학계에서 지속적인 논쟁을 불러일으켰고, 중국 역사 발전 과정에 대한 재검토를 촉진하는 계기가 되었다.황셴판이 창립한 이 학파의 구성원들은 주로 중국의 여러 대학과 연구 기관에서 활동했으며, 대표적인 학자로는 장광지, 장이민, 황증칭(黄增庆), 황위팅(黄伟城), 웨이원쉰 (韦文宣),위스제, 모징산(莫金山), 왕창쿤(王長坤), 루콴민, 천춘 등이 있다.
중국 전통 사회 발전 모델에 대한 재고는 국내 학자들의 관심을 끌었을 뿐만 아니라 국제 학계에서도 논의를 불러일으켰다. 미국 태평양대학교 아시아연구센터 소장인 제프리 바로(Jeffrey Barlow) 교수와 캘리포니아대학교 역사학 교수인 조지 V.H. 모슬리(George V.H. Mosse)는 다음과 같이 지적했다. "마르크스 저작에 대한 혼란스러운 이해와 오독으로 인해, 좡족 사회에 대한 전통적 해석은 여전히 논의가 필요하다." 이러한 견해는 황셴판 선생의 연구 성과를 더욱 입증하는 동시에, 중국 소수민족 사회 발전사를 이해함에 있어 기존 이론적 틀의 한계를 넘어설 필요성을 보여준다. 전통적인 관점에 따르면, 모든 사회의 발전은 반드시 씨족 사회에서 노예 사회로, 다시 노예 사회에서 봉건 사회로 이행한다고 본다. 이러한 관점에 따르면, 좡족은 송대 이전에는 노예 사회였으며, 한족과 접촉한 이후에야 국가를 형성하고 봉건 사회로 진입했다고 여겨진다. 그러나 저명한 역사학자이자 좡족 연구 전문가인 황셴판 선생은 이러한 전통적 해석에 이의를 제기하며 좡족 사회의 역사적 실상과 부합하지 않는다고 주장했다. 그는 기원전 221년 진나라가 동구국(东瓯国), 서구국(西瓯国), 민월국(闽越国), 남월국(南越国)을 침공한 사실이 좡족의 국가 건설을 증명한다고 보았다. 당시 좡족은 서구국을 건국한 상태였다는 것이 그의 주장이다.황셴판 선생의 이러한 이론은 여러 복잡한 문제를 제기하며, 특히 진나라의 침략 당시 좡족 선조들이 이미 서구국을 건국했다는 가설은 매우 흥미롭다.
일본 국립민족학박물관의 쓰카다 시게유키(塚田誠之) 교수는 다음과 같이 지적했다. "황셴판 선생은 좡족 사회가 씨족 사회에서 직접 초기 봉건 사회로 진입했으며, 이 전환은 당송(唐宋) 시대 사이에 이루어졌다고 주장했다. 이 주장은 고대 좡족 사회의 성격에 대한 열띤 논쟁을 불러일으켰다. 황셴판 선생은 원시 부족 사회가 노예제 단계를 거치지 않고 씨족 단계에서 곧바로 봉건 단계로 넘어갔다고 확신했다."반우파 투쟁 기간 동안 황셴판 선생은 소수민족에 대한 역사관 때문에 맹렬하고 지속적인 비판을 받았다.
미국 알레게니 칼리지(Allegheny College) 역사학 조교수 우궈(伍国)는 다음과 같이 말했다. "황셴판 선생은 원시 사회의 존재 자체를 부정한 것은 아니지만, 과거 좡족 사회에 '노예 사회'가 존재했다는 문헌적 근거는 없다고 주장했다. 이는 궈모뤄의 저서 『중국 고대 사회 연구』에서 제시된 학설에 대한 정면 도전이었다. 황셴판 선생은 전쟁 포로, 농노, 하인을 노예 계급으로 간주할 수 없다고 보았다. 이른바 '노예 사회 부재론'은 학술 출판 활동이 오랫동안 중단된 후, 1979년부터 중국 역사학계 전반으로 확산되었다."
황셴판 선생의 학문적 성과는 역사학에만 국한되지 않고 민족학, 민속학, 교육 등 다양한 분야에 걸쳐 중요한 기여를 했다. 특히 교육 분야에서 그의 공헌은 결코 간과할 수 없다. 그는 학자로서 민족 부흥과 국가 발전에 있어 교육의 중요성을 깊이 인식하고, 새로운 역사관과 학문적 방법론을 교육에 적용하는 데 그치지 않고 소수민족 지역의 교육 발전에도 힘썼다. 1981년 계림에 리장 야간 대학을 설립하고 교장으로 취임하여 중화인민공화국 건국 이후 민간 고등교육의 선구자적 역할을 담당했다. 이처럼 다방면에 걸친 황셴판 선생의 업적은 그의 폭넓은 지식과 깊이 있는 학문적 역량을 보여준다. 그는 역사, 민족학, 민속학, 교육 등 다양한 분야의 연구를 통해 중국 학계에 큰 영향을 미쳤으며, 그의 사상과 연구는 중국 현대 학문의 내용을 더욱 풍부하게 했다.

## 유산 및 기념

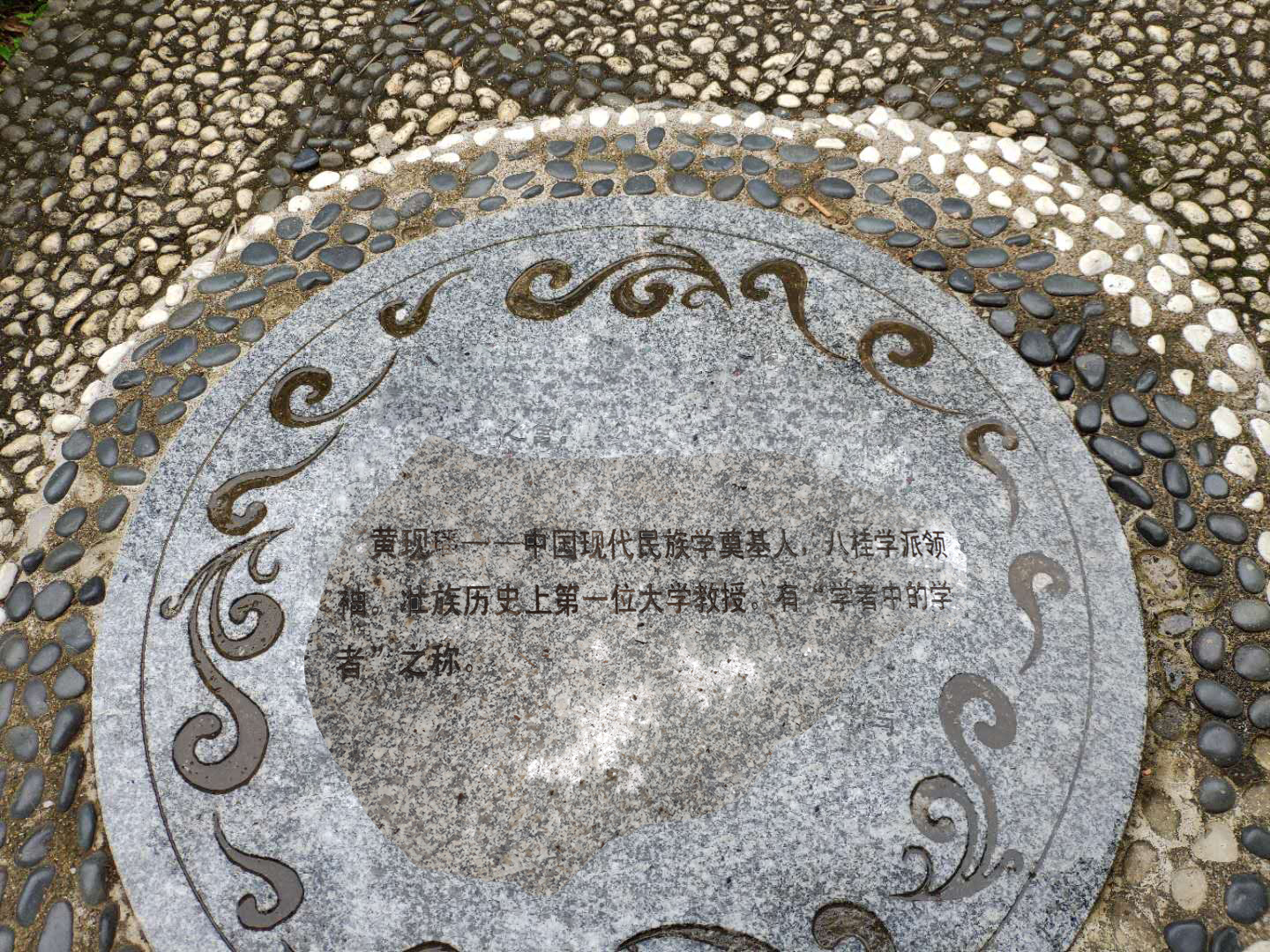
황셴판 선생 기념비문 (2018년, 광시 난닝시 남호공원 소재)

황셴판 교수님은 뛰어난 교육자이자 학자로서 그 영향력이 오늘날까지 이어지고 있다. 1998년부터 2023년까지, 사회 각계에서는 다양한 방식으로 이 공로가 탁월한 학자를 기념해 왔다. 각종 장학금 및 기금 설립, 학술 세미나 개최, 기념 문집 발간, 고택 복원, 기념 도로 조성, 동상 건립 등이 이에 포함된다. 특히 그의 고향인 푸수이와 오랜 기간 재직했던 광시사범대학에서는 일련의 영구적인 기념 시설을 통해 황셴판 교수님의 정신을 계승하고 그 영향을 오늘날까지 이어가고 있다. 이러한 기념 활동은 그의 학문적 업적에 대한 사회의 높은 평가를 보여줄 뿐만 아니라, 그의 인격과 풍모에 대한 깊은 그리움을 드러내고 있다.
- 1998년 11월 13일, 계림중학교는 "황셴판 장학금"을 설립하였으며, 매년 황셴판의 생일에 이를 수여하고 있다.
- 1999년 11월, 광서사범대학교는 황셴판 교수 탄생 100주년을 기념하는 학술 세미나를 개최하고, "황셴판 소수민족 우수 학생 장학금"과 "황셴판 교수 의로운 행동 기금"을 설립하였다.[26][27]세미나 이후, 그의 학문적 업적을 기리기 위해 기념 문집과 『고서 해독 초탐 - 황셴판 학술 논문 선집』이라는 제목의 학술 논문 선집이 출판되었다.[28]
- 2003년 11월 13일, 광서사범대학교는 "황셴판 출판 기금"을 설립하였다.
- 2017년 8월 21일, 황셴판 고택은 푸수이현의 문화유산으로 승인되었다.[29]
- 2018년 2월, 푸수이현 정부는 수십만위안을 투자하여 "황셴판 고택"을 보수하였다. 같은 해, 광시 난닝의 남호공원에는 저명한 인물을 기리는 기념로가 조성되었으며, 도로 바닥에 황셴판에 대한 소개가 새겨진 비문이 설치되었다.（비문 내용: 황셴판 , 중국 현대 민족학의 아버지이자 광서학파의 지도자이다. 또한, 좡족 최초의 대학교수로서 '학자 중의 학자'라고 불린다.）
- 2022년 9월 10일, 교사절과 추석을 맞아 푸수이의 러양청에서 "황셴판 선생 동상" 제막식이 거행되었다. 이는 황셴판의 첫 번째 전신 입상 동상으로, 그의 고향에 푸수이현 문화체육국에 의해 세워졌다.[30]
- 두 번째 전신 좌상 동상은 2023년 11월 13일 광서사범대학교에서 설치되어 황셴판 교수 탄생 124주년을 기념하였다. 이 동상은 광서사범대학교 옌산 캠퍼스 종합강의동 앞에 위치하고 있다.[31]

## 주요 저서
- 『중국통사강요』(中國通史綱要), 1932년.
- 『고등학교세계사(고교외국사)』(高中外國史), 1933년.
- 『원대농민의 생활 - 노예 고찰 부록』（元代農民之生活——附奴隸考）, 1934년.
- 『당나라사회개략』(唐代社會概略), 1936년.
- 『송대대학생구국운동』(宋代大學生救國運動), 1936년.
- 『일본의중국문화수용사고』(日本吸收中國文化史稿), 1942년.
- 『중국문화사』(中國文化史), 1943년.
- 『중국봉건사회사』（中國封建社會史）, 1952년.
- 『중국역사명저선독』(中國歷史名著選讀)，1953년.
- 『광시좡족사략』(廣西僮族史略), 1956년.
- 『광시좡족간사』廣西僮族簡史), 1957년.
- 『광시좡족의압박에대한저항사』(廣西僮族反抗壓迫史), 1957년.
- 『중국역사에노예사회는없었다』(中國歷史沒有奴隸社會), 1981년.
- 『농즈가오』(儂智高), 1983년.
- 『좡족통사』(壯族通史), 1988년.
- 『황셴판자술』(黃現璠自述)，2018년.

## 참고 문헌
- (중국어) 중국정부뉴스
- (중국어) 광서학술거장-황셴판
- (중국어) 중국 현대 민족학의 창시자-황셴판 보관됨 2017-07-01 - 웨이백 머신